# 전주 축구단
전주 축구단(全州球團戰)은 일제강점기 전라북도 전주시에 있었던 축구단이다. 1923년에 전주를 연고로 하여 창단되었고, 호남 지방 클럽 축구의 효시가 되는 축구단이다. 1939년 호남 지방 최강자를 가리기 위해 당시 전라남도의 광주 축구단과 전광축구전을 개최했다.